# Capela de Santa Clara de Assis

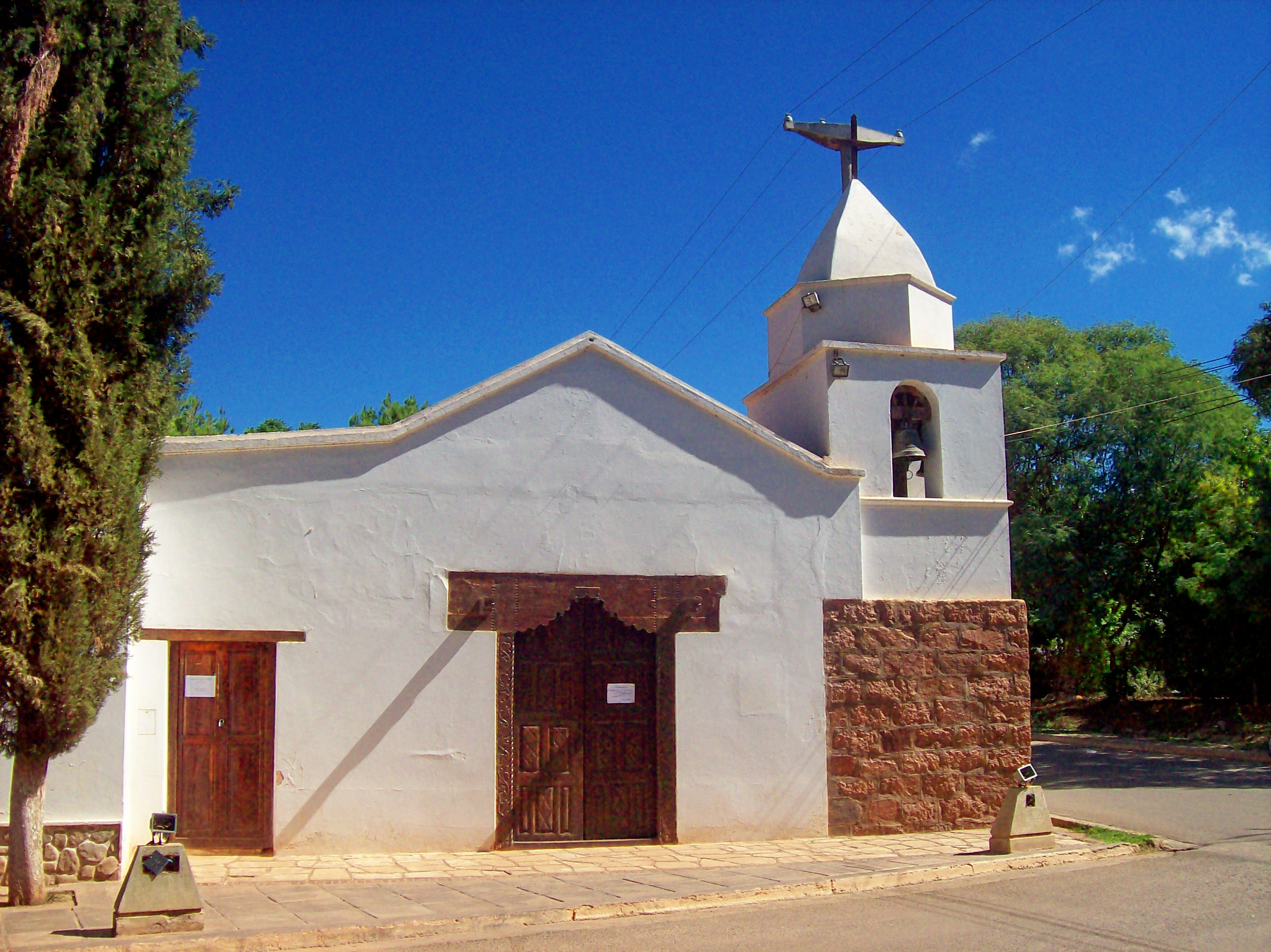
Capela de Santa Clara de Assis.

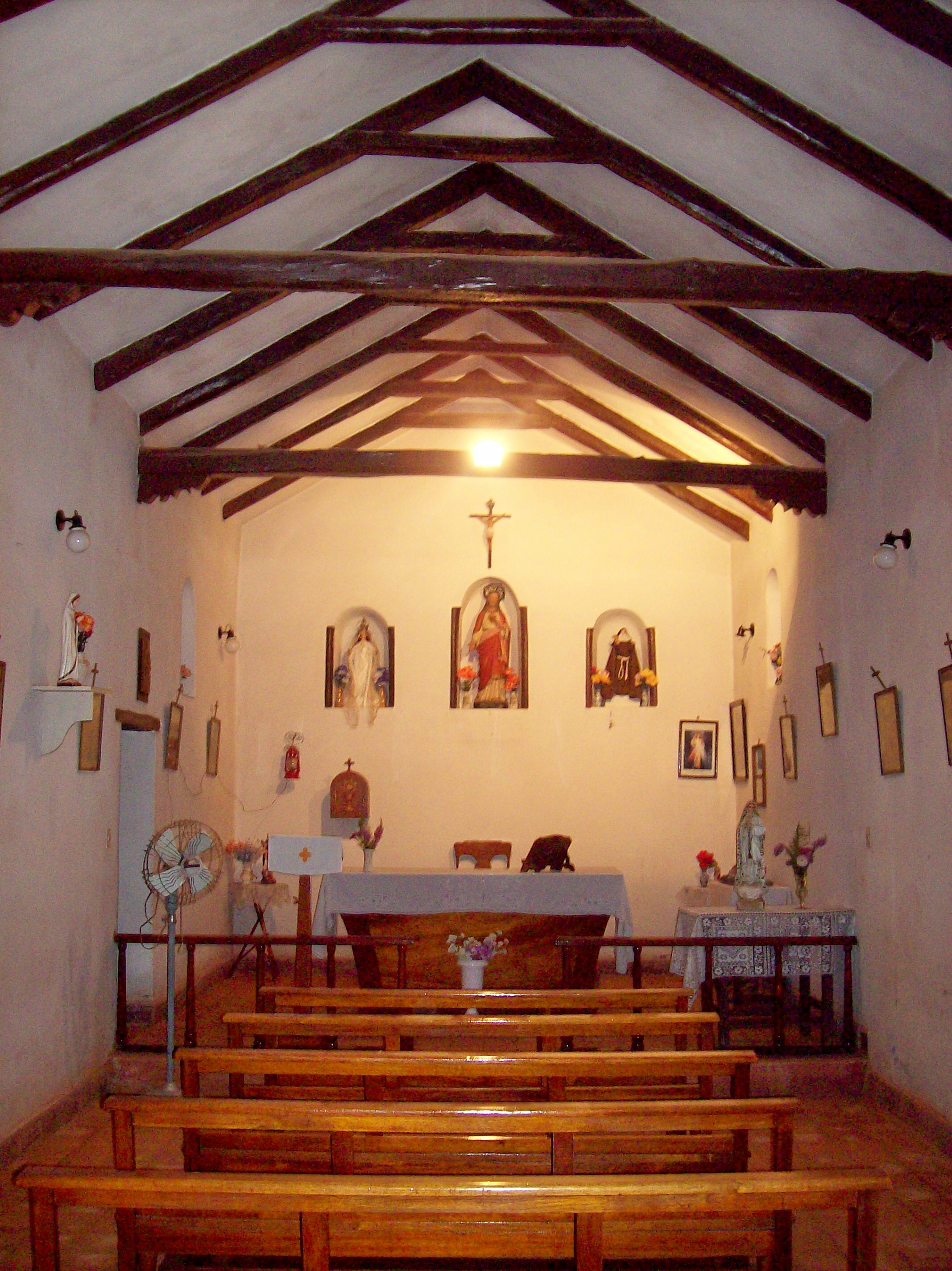
Interior.

A Capela de Santa Clara de Assis (ou de Los Sarmientos), é um monumento histórico da Argentina que se situa na localidade de Los Sarmientos, na província de La Rioja. Trata-se do edifício mais característico desse povoado e foi construído em 1764 em homenagem a Santa Clara de Assis.